# Óskar Örn Hauksson
Óskar Örn Hauksson (Njarðvík, 22 agosto 1984) è un ex calciatore islandese, di ruolo centrocampista.

## Carriera

### Club
Hauksson cominciò la carriera con la maglia del Njarðvík, prima di passare ai norvegesi del Molde. Tornò poi al Njarðvík, dove rimase finché non firmò per il Sogndal. Esordì nella Tippeligaen il 14 settembre 2003, sostituendo Anders Stadheim nella sconfitta per 3-0 contro lo Aalesund.
Tornò poi al Grindavík, per poi accordarsi con il KR Reykjavík. Il 31 agosto 2012, passò in prestito al Sandnes Ulf fino al termine della stagione.

### Nazionale
Conta 2 presenze per l'Islanda.

## Palmarès

### Club

#### Competizioni nazionali
- Coppa d'Islanda: 2

KR Reykjavík: 2008, 2011, 2012
- Coppa di Lega islandese: 5

KR Reykjavík: 2010, 2012, 2016, 2017, 2019
- Campionato islandese: 2

KR Reykjavík: 2011, 2013